# Entre-Monde
Entre-Monde est une série de bande dessinée de science-fiction, mêlant les genres hard SF, post-apocalypse (post-nuke) et cyberpunk. Le premier volume est paru en décembre 2010 chez l'éditeur Y.I.L. éditions. 
Cette série est en cours.

## Synopsis
Samuel Fausset est un écrivain raté, dépressif, quasiment en voie de clochardisation. Plongeant dans l'alcool, il tente d'oublier le naufrage qu'est sa vie en pensant à Ekko, une magnifique jeune femme qui fait partie de l'un de ses récits.
Dans son monde, Ekko, elle, est un prospecteur. Elle écume le Grand Rien pour marquer les objets pouvant être récupérés par les Convoyeurs, ces machines en quête des débris de l'humanité. Car une guerre, totale, apocalyptique, a eu lieu. Et cette fois, personne n'a gagné. Personne d'humain en tout cas. Il ne reste maintenant que des machines, des cyborgs et quelques hommes dont le sous-peuple, des rescapés ayant muté à la suite des radiations et étant actuellement contenus par les Chasseurs.
Pour Ekko, toute cette horreur est de l'Histoire. Pour Samuel, c'est peut-être l'avenir. Et si les univers de fiction existaient vraiment ? Et si, entre ces mondes, un lien pouvait être créé ?

## Albums
- Le livre d'Ekko, t. 1, Quilen, Y.I.L. Editions, coll. « Entre-monde », 2010 (ISBN 978-2-9538394-0-1)
- Réalité, t. 2, 2014

## Personnages principaux
- Samuel Fausset : écrivain paumé, il écrit un roman de science fiction
- Ekko Kimolt : un personnage des romans de Samuel Fausset ; prospecteur du « grand rien »
- Hans Peterson : neurophysicien dans la réalité de Samuel Fausset, employé de la firme Militech, il est le père de DEA
- Eugène Lamotte : assistant du Professeur Peterson, il a programmé DEA
- DEA : Une intelligence artificielle du programme Entre-monde
- Alexandreta Nietechkva : cadre supérieur du pétrolier Sovoil
- Malaka Iknir Sotama : chirurgien de chez Militech industries